# Manille (film)
Pour plus de détails, voir Fiche technique et Distribution.
Manille (titre original : Maynila: Sa mga kuko ng liwanag) est un film philippin réalisé par Lino Brocka, sorti en 1975. Ce film est souvent considéré comme le meilleur film philippin.

## Synopsis
Sous les auspices d'une certaine Madame Cruz, Ligaya a quitté sa famille et son village pour étudier à Manille. Son fiancé, un jeune pêcheur, ne reçoit plus de ses nouvelles et essaie donc de la retrouver. Pour survivre, il se fait embaucher sur un chantier. Mais, cette plongée dans la vie urbaine ressemblera à une descente aux enfers...

## Fiche technique
- Titre original : Maynila: Sa mga kuko ng liwanag (traduction littérale : Manille: dans les griffes du néon)
- Titre français : Manille
- Réalisation : Lino Brocka
- Scénario : Clodualdo Del Mundo Jr. d'après le roman d'Edgardo Reyes
- Photographie : Mike De Leon
- Format : Couleurs - 1,37:1
- Musique : Max Jocson
- Montage : Ike Jarlego Jr., Edgardo Jarlego
- Décors : Alfonso Socito, Soxy Topacio
- Production : Mike De Leon et Severino Manotok Jr. pour Cinema Artists
- Durée : 126 minutes
- Pays d'origine : Philippines
- Dates de sortie : 16 juillet 1975 aux Philippines ; 28 avril 1982 en France

## Distribution
- Hilda Koronel : Ligaya Paraiso
- Rafael Roco Jr. : Julio Madiaga
- Lou Salvador Jr. : Atong
- Tommy Abuel : Pol
- Jojo Abella : Bobby
- Joonee Gamboa : Omeng
- Pio De Castro III : Imo
- Danilo Posadas : Benny

## Autour du film
- Le film est édité en DVD et Blu-ray en 2017 par Carlotta. Il comprend une introduction de Martin Scorsese, un entretien avec Pierre Rissient sur Lino Brocka, et un making-of du film produit par le chef opérateur Mike De Leon.
- Martin Scorsese dit de Manille : « C'est une œuvre courageuse, unique et incroyablement émouvante. Elle a été tournée à Manille dans les pires conditions, en pleine loi martiale, sous le régime de Ferdinand Marcos »[2].
- Selon Pierre Rissient, le film a largement été financé par une riche famille philippine, celle de Mike De Leon, crédité à la fois producteur et chef opérateur de Manille. Mais le film fut un échec commercial à sa sortie[3].